# Міно (Ґіфу)

35°32′41″ пн. ш. 136°54′27″ сх. д. / 35.54472° пн. ш. 136.90750° сх. д.
Мі́но (яп. 美濃市, みのし, МФА: [mʲino ɕi̥]) — місто в Японії, в префектурі Ґіфу.

## Короткі відомості
Розташоване в південно-центральній частині префектури, на березі річки Ітаторі, притоки річки Наґара. Виникло як призамкове містечко самурайського роду Канаморі. Отримало статус міста 1 квітня 1954 року. Основою економіки є сільське господарство, текстильна промисловість, целюлозно-паперова промисловість, комерція. Традиційне ремесло — виробництво японського паперу. Станом на 1 квітня 2009 площа міста становила 117,05 км². 

## Демографія
За даними японського перепису населення, населення Міно поступово зменшувалося протягом останніх 40 років. Станом на 1 липня 2011 населення міста становило 22 466 осіб.